# Podgrad, Novo mesto
Podgrad je vas, ki se nahaja približno 12 km izven Novega mesta, v smeri proti Metliki in sedež istoimenske krajevne skupnosti v Mestni občini Novo mesto. Kraj je ime dobil po gradu, ki je nekoč stal na hribu Mehovo.